# Brigitte
Brigitte是來自法國的二人女子歌唱組合，兩人分別是Sylvie Hoarau及Aurélie Saada，組合名稱來自60年代著影星碧姬·芭鐸，她們稱碧姬·芭鐸是她們的偶像之一，故選用她的名字作為組合名稱，以作致敬。2008年，她們簽約唱片公司並推出專輯，專輯其中一首歌獲法國品牌Lancôme所選用，令組合知名度上升。